# Olympische Sommerspiele 1996/Leichtathletik – 100 m Hürden (Frauen)

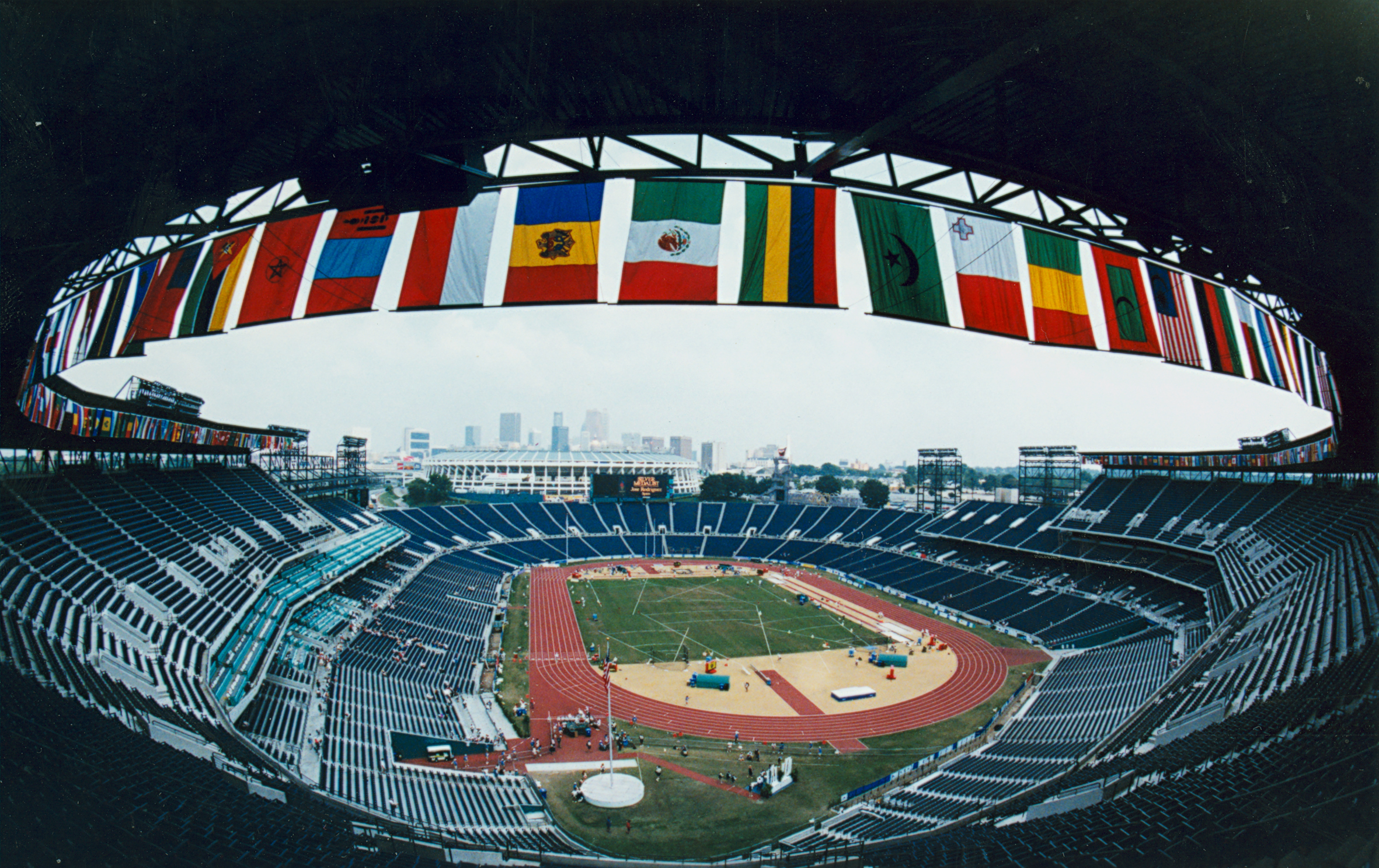
Das Centennial Olympic Stadium von Atlanta im Jahr 1996

Der 100-Meter-Hürdenlauf der Frauen bei den Olympischen Spielen 1996 in Atlanta wurde am 29. und 31. Juli 1996 im Centennial Olympic Stadium ausgetragen. 44 Athletinnen nahmen teil.
Olympiasiegerin wurde die Schwedin Ludmila Engquist, früher als Ludmila Naroschilenko für die Sowjetunion bzw. das Vereinte Team unterwegs. Sie gewann vor der Slowenin Brigita Bukovec und der Französin Patricia Girard-Léno.
Für Deutschland starteten Kristin Patzwahl und Birgit Wolf, spätere Birgit Hamann. Wolf schied im Viertelfinale aus, Patzwahl im Halbfinale.

Die Schweizerin Julie Baumann scheiterte im Halbfinale.

Athletinnen aus Österreich und Liechtenstein nahmen nicht teil.

## Aktuelle Titelträgerinnen
| Olympiasiegerin 1992                      | Paraskevi Patoulidou ( Griechenland) | 12,64 s | Barcelona 1992       |
| Weltmeisterin 1995                        | Gail Devers ( USA)                   | 12,68 s | Göteborg 1995        |
| Europameisterin 1994                      | Swetla Dimitrowa ( Bulgarien)        | 12,72 s | Helsinki 1994        |
| Panamerikanische Meisterin 1995           | Aliuska López ( Kuba)                | 12,68 s | Mar del Plata 1995   |
| Zentralamerika und Karibik-Meisterin 1995 | Oraldis Ramírez ( Kuba)              | 13,27 s | Guatemala-Stadt 1995 |
| Südamerika-Meisterin 1995                 | Carmen Bezanilla ( Chile)            | 13,62 s | Manaus 1995          |
| Asienmeisterin 1995                       | Sriyani Kulawansa ( Sri Lanka)       | 13,29 s | Jakarta 1995         |
| Afrikameisterin 1996                      | Glory Alozie ( Nigeria)              | 13,62 s | Yaoundé 1996         |
| Ozeanienmeisterin 1994                    | Janiene Ashbridge ( Neuseeland)      | 14,06 s | Auckland 1994        |

## Bestehende Rekorde
| Weltrekord         | 12,21 s | Jordanka Donkowa ( Bulgarien) | Stara Sagora, Bulgarien   | 20. August 1988    |
| Olympischer Rekord | 12,38 s | Jordanka Donkowa ( Bulgarien) | Finale OS Seoul, Südkorea | 30. September 1988 |

Der bestehende olympische Rekord wurde bei diesen Spielen nicht erreicht. Die schnellste Zeit erzielte die spätere Olympiasiegerin Ludmila Engquist aus Schweden mit 12,47 s im zweiten Viertelfinale. Den olympischen Rekord verfehlte sie dabei nur um neun Hundertstelsekunden, den Weltrekord um 26 Hundertstelsekunden.

## Doping
Nach Auswertung der Dopingproben wurde die auf Platz sieben eingelaufene Russin Natalja Schechodanowa disqualifiziert. In ihrer Probe wurde das anabole Steroid Stanozolol nachgewiesen.
Benachteiligt wurden drei Athletinnen, denen die eigentlich zustehende Teilnahme an der jeweils nächsten Runde verwehrt blieb:
- Angie Thorp (Großbritannien) – über ihre Platzierung eigentlich für das Finale qualifiziert
- Sriyani Kulawansa (Sri Lanka) – über ihre Platzierung eigentlich für das Halbfinale qualifiziert
- Jacqueline Agyepong (Großbritannien) – über die Zeitregel eigentlich für das Viertelfinale qualifiziert

## Vorrunde
29. Juli 1996, ab 9:45 Uhr
Die Athletinnen traten zu insgesamt sechs Vorläufen an. Für das Viertelfinale qualifizierten sich pro Lauf die ersten vier Sportlerinnen. Darüber hinaus kamen die acht Zeitschnellsten, die sogenannten Lucky Loser, weiter. Die direkt qualifizierten Läuferinnen sind hellblau, die Lucky Loser hellgrün unterlegt.
Anmerkung:
Alle Zeiten sind in Ortszeit Atlanta (UTC−5) angegeben.

### Vorlauf 1
9:45 Uhr
| Platz | Name                  | Nation         | Zeit (s) | Anmerkung                                     |
| ----- | --------------------- | -------------- | -------- | --------------------------------------------- |
| 1     | Keturah Anderson      | Kanada         | 12,86    |                                               |
| 2     | Cheryl Dickey         | USA            | 12,92    |                                               |
| 3     | Aliuska López         | Kuba           | 13,06    |                                               |
| 4     | Sriyani Kulawansa     | Sri Lanka      | 13,09    |                                               |
| 5     | Birgit Wolf           | Deutschland    | 13,16    |                                               |
| 6     | Jacqueline Agyepong   | Großbritannien | 13,24    | eigentlich für das Viertelfinale qualifiziert |
| 7     | Chan Sau Ying         | Hongkong       | 13,63    |                                               |
| DOP   | Natalja Schechodanowa | Russland       | 13,24    | für das Viertelfinale zugelassen              |

### Vorlauf 2
9:50 Uhr
| Platz | Name                  | Nation     | Zeit (s) |
| ----- | --------------------- | ---------- | -------- |
| 1     | Michelle Freeman      | Jamaika    | 12,76    |
| 2     | Patricia Girard-Léno  | Frankreich | 12,84    |
| 3     | Nicole Ramalalanirina | Madagaskar | 12,90    |
| 4     | Swetla Dimitrowa      | Bulgarien  | 12,92    |
| 5     | Yvonne Kanazawa       | Japan      | 13,30    |
| 6     | Vida Nsiah            | Ghana      | 13,34    |
| 7     | Lesley Tashlin        | Kanada     | 13,61    |

### Vorlauf 3
9:55 Uhr
| Platz | Name                  | Nation     | Zeit (s) |
| ----- | --------------------- | ---------- | -------- |
| 1     | Ludmila Engquist      | Schweden   | 12,66    |
| 2     | Angela Atede          | Nigeria    | 12,88    |
| 3     | María José Mardomingo | Spanien    | 12,91    |
| 4     | Monique Tourret       | Frankreich | 13,12    |
| 5     | Lena Solli-Reimann    | Norwegen   | 13,13    |
| 6     | Natalija Hryhorjewa   | Ukraine    | 13,16    |
| 7     | Sonia Paquette        | Kanada     | 13,29    |

### Vorlauf 4
10:00 Uhr
| Platz | Name                  | Nation         | Zeit (s) |
| ----- | --------------------- | -------------- | -------- |
| 1     | Julie Baumann         | Schweiz        | 12,86    |
| 2     | Angie Thorp           | Großbritannien | 12,93    |
| 3     | Lynda Goode           | USA            | 12,97    |
| 4     | Kristin Patzwahl      | Deutschland    | 12,98    |
| 5     | Tatjana Reschetnikowa | Russland       | 13,01    |
| 6     | Cécile Cinélu         | Frankreich     | 13,05    |
| 7     | Vũ Bích Hường         | Vietnam        | 13,85    |
| 8     | Aminata Camara        | Mali           | 14,94    |

### Vorlauf 5
10:05 Uhr
| Platz | Name             | Nation    | Zeit (s) |
| ----- | ---------------- | --------- | -------- |
| 1     | Brigita Bukovec  | Slowenien | 12,72    |
| 2     | Dionne Rose      | Jamaika   | 12,81    |
| 3     | Taiwo Aladefa    | Nigeria   | 13,06    |
| 4     | Lidija Jurkowa   | Belarus   | 13,20    |
| 5     | Nadja Bodrowa    | Ukraine   | 13,22    |
| 6     | Rachel Rogers    | Fidschi   | 14,07    |
| DNF   | Elisabeta Anghel | Rumänien  |          |

### Vorlauf 6
10:10 Uhr
| Platz | Name              | Nation    | Zeit (s) |
| ----- | ----------------- | --------- | -------- |
| 1     | Gail Devers       | USA       | 12,73    |
| 2     | Gillian Russell   | Jamaika   | 12,85    |
| 3     | Julija Graudyn    | Russland  | 12,95    |
| 4     | Ime Akpan         | Nigeria   | 13,11    |
| 5     | Olena Owtscharowa | Ukraine   | 13,23    |
| 6     | Véronique Linster | Luxemburg | 13,47    |
| DNF   | Carla Tuzzi       | Italien   |          |

## Viertelfinale
29. Juli 1996, ab 17:45 Uhr
Aus den vier Viertelfinalläufen qualifizierten sich pro Lauf die ersten vier Athletinnen (hellblau unterlegt) für das Halbfinale.

### Lauf 1

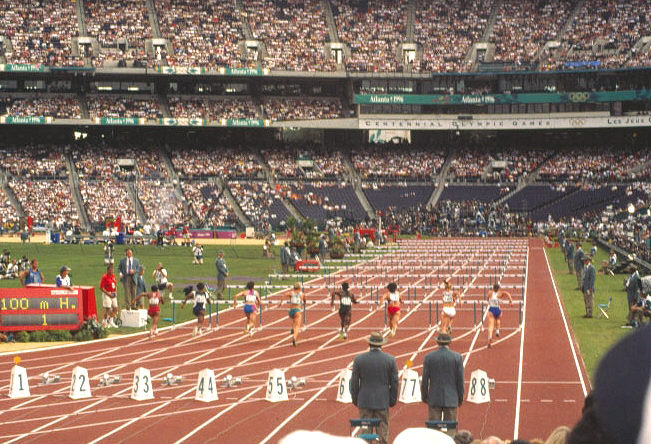
Start des ersten Halbfinals (v. l. n. r.):
Nicole Ramalalanirina, Lynda Goode, Natalja Schechodanowa, Brigita Bukovec, Michelle Freeman, Julie Baumann, Kristin Patzwahl, Angie Thorp

17:34 Uhr
| Platz | Name             | Nation     | Zeit (s) |
| ----- | ---------------- | ---------- | -------- |
| 1     | Brigita Bukovec  | Slowenien  | 12,66    |
| 2     | Dionne Rose      | Jamaika    | 12,76    |
| 3     | Julija Graudyn   | Russland   | 12,77    |
| 4     | Swetla Dimitrowa | Bulgarien  | 12,84    |
| 5     | Angela Atede     | Nigeria    | 12,85    |
| 6     | Cécile Cinélu    | Frankreich | 13,06    |
| 7     | Lidija Jurkowa   | Belarus    | 13,07    |
| DNF   | Nadja Bodrowa    | Ukraine    |          |

### Lauf 2
17:50 Uhr
| Platz | Name                  | Nation     | Zeit (s) |
| ----- | --------------------- | ---------- | -------- |
| 1     | Ludmila Engquist      | Schweden   | 12,47    |
| 2     | Aliuska López         | Kuba       | 12,67    |
| 3     | Patricia Girard-Léno  | Frankreich | 12,72    |
| 4     | Lynda Goode           | USA        | 12,78    |
| 5     | Gillian Russell       | Jamaika    | 12,78    |
| 6     | Tatjana Reschetnikowa | Russland   | 13,01    |
| 7     | Ime Akpan             | Nigeria    | 13,02    |
| 8     | Olena Owtscharowa     | Ukraine    | 13,16    |

### Lauf 3
17:57 Uhr
| Platz | Name                  | Nation      | Zeit (s) | Anmerkung                                  |
| ----- | --------------------- | ----------- | -------- | ------------------------------------------ |
| 1     | Michelle Freeman      | Jamaika     | 12,57    |                                            |
| 2     | Nicole Ramalalanirina | Madagaskar  | 12,90    |                                            |
| 3     | Kristin Patzwahl      | Deutschland | 12,91    |                                            |
| 4     | Sriyani Kulawansa     | Sri Lanka   | 12,91    | eigentlich für das Halbfinale qualifiziert |
| 5     | Cheryl Dickey         | USA         | 12,92    |                                            |
| 6     | Natalija Hryhorjewa   | Ukraine     | 12,96    |                                            |
| 7     | Keturah Anderson      | Kanada      | 13,17    |                                            |
| DOP   | Natalja Schechodanowa | Russland    | 12,68    | für das Halbfinale zugelassen              |

### Lauf 4
18:04 Uhr
| Platz | Name                  | Nation         | Zeit (s) |
| ----- | --------------------- | -------------- | -------- |
| 1     | Gail Devers           | USA            | 12,83    |
| 2     | Julie Baumann         | Schweiz        | 12,98    |
| 3     | Angie Thorp           | Großbritannien | 12,99    |
| 4     | María José Mardomingo | Spanien        | 13,05    |
| 5     | Birgit Wolf           | Deutschland    | 13,08    |
| 6     | Taiwo Aladefa         | Nigeria        | 13,11    |
| 7     | Monique Tourret       | Frankreich     | 13,17    |
| 8     | Lena Solli-Reimann    | Norwegen       | 13,30    |

## Halbfinale
31. Juli 1996
Aus den beiden Halbfinalläufen qualifizierten sich die jeweils ersten vier Läuferinnen (hellblau unterlegt) für das Finale.

### Lauf 1
17:45 Uhr
| Platz | Name                  | Nation         | Zeit (s) | Anmerkung                              |
| ----- | --------------------- | -------------- | -------- | -------------------------------------- |
| 1     | Michelle Freeman      | Jamaika        | 12,61    |                                        |
| 2     | Brigita Bukovec       | Slowenien      | 12,63    |                                        |
| 3     | Lynda Goode           | USA            | 12,77    |                                        |
| 4     | Angie Thorp           | Großbritannien | 12,80    | eigentlich für das Finale qualifiziert |
| 5     | Julie Baumann         | Schweiz        | 12,90    |                                        |
| 6     | Nicole Ramalalanirina | Madagaskar     | 13,01    |                                        |
| 7     | Kristin Patzwahl      | Deutschland    | 13,05    |                                        |
| DOP   | Natalja Schechodanowa | Russland       | 12,67    | für das Finale zugelassen              |

### Lauf 2
17:50 Uhr
| Platz | Name                  | Nation     | Zeit (s) |
| ----- | --------------------- | ---------- | -------- |
| 1     | Ludmila Engquist      | Schweden   | 12,51    |
| 2     | Patricia Girard-Léno  | Frankreich | 12,59    |
| 3     | Gail Devers           | USA        | 12,62    |
| 4     | Dionne Rose           | Jamaika    | 12,64    |
| 5     | Aliuska López         | Kuba       | 12,70    |
| 6     | Julija Graudyn        | Russland   | 12,74    |
| 7     | María José Mardomingo | Spanien    | 12,89    |
| DNF   | Swetla Dimitrowa      | Bulgarien  |          |

## Finale

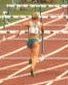
Silbermedaillengewinnerin Brigita Bukovec
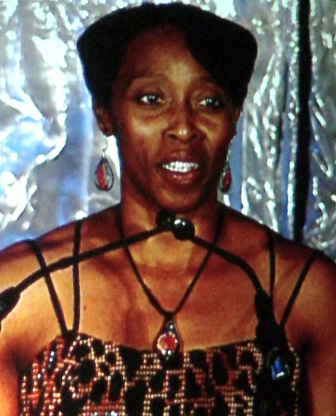
Topfavoritin Gail Devers – vier Tage zuvor Siegerin über 100 Meter – blieb als Vierte ohne Medaille, allerdings fehlte ihr nur eine Hundertstelsekunde

31. Juli 1996, 20:55 Uhr
| Platz | Name                  | Nation     | Zeit (s) |
| ----- | --------------------- | ---------- | -------- |
| 1     | Ludmila Engquist      | Schweden   | 12,58    |
| 2     | Brigita Bukovec       | Slowenien  | 12,59    |
| 3     | Patricia Girard-Léno  | Frankreich | 12,65    |
| 4     | Gail Devers           | USA        | 12,66    |
| 5     | Dionne Rose           | Jamaika    | 12,74    |
| 6     | Michelle Freeman      | Jamaika    | 12,76    |
| 7     | Lynda Goode           | USA        | 13,11    |
| DOP   | Natalja Schechodanowa | Russland   | 12,80    |

Im Finale trafen jeweils zwei US-Athletinnen und Jamaikanerinnen auf je eine Starterin aus Frankreich, Russland, Schweden und Slowenien.
Die Siegerin im 100-Meter-Lauf, die US-Amerikanerin Gail Devers, zugleich amtierende Weltmeisterin über 100 Meter Hürden, galt als beste Hürdensprinterin. Herausforderin war vor allem die Schwedin Ludmila Engquist, eine geborene Russin, die unter dem Namen Ludmila Naroschilenko schon 1988 für die Sowjetunion und 1992 für das Vereinte Team an Olympischen Spielen teilgenommen hatte. Reihenweise waren weitere Athletinnen mit Medaillenambitionen bereits vor dem Finale ausgeschieden. Für die russische Vizeeuropameisterin und WM-Dritte Julija Graudyn war im Halbfinale Schluss, ebenso für die WM-Fünfte Julie Baumann aus der Schweiz. Graudyns Landsfrau Tatjana Reschetnikowa, WM-Vierte, musste sogar bereits nach dem Viertelfinale die Segel streichen.
Den besten Start im Finale hatte Devers, doch an der sechsten Hürde kam sie aus dem Tritt und wurde von der Slowenin Brigita Bukovec und Engquist überholt. Ludmila Engquist zog an der letzten Hürde noch an der Slowenin vorbei und überquerte die Ziellinie mit einer Hundertstelsekunde Vorsprung als Olympiasiegerin. Hinter Silbermedaillengewinnerin Brigita Bukovec erkämpfte sich die Französin Patricia Girard-Léno Rang drei. Devers kam mit einer Hundertstelsekunde Rückstand auf die Bronzemedaillengewinnerin als Vierte ins Ziel. Die beiden Jamaikanerinnen Dionne Rose und Michelle Freeman belegten in dieser Reihenfolge die Plätze fünf und sechs.
Ludmila Engquist errang mit ihrem Sieg die erste Medaille für Schweden im 100-Meter-Hürdenlauf.
Brigita Bukovec war die erste Medaillengewinnerin Sloweniens in dieser Disziplin.

## Videolinks
- Women's 100m Hurdles Final Atlanta Olympics 31-07-1996, youtube.com, abgerufen am 14. Januar 2022
- Women's 100m Hurdles Final Atlanta Olympics 1996, youtube.com, abgerufen am 8. März 2018